# Jivya Soma Mashe
Jivya Soma Mashe (Dhamangaon (Talasari, Thane), 1934 - 15 mei 2018) is een Indiaas kunstenaar uit Maharashtra.

## Levensloop
Toen Mashe zeven jaar oud was, verloor hij zijn moeder. Dit was voor hem zo'n grote shock, dat hij spontaan gedurende enkele jaren stopte met praten en alleen nog communiceerde door tekeningen in het stof te maken. Op zijn elfde vertrok Mashe naar de plaats Kalambipada, bij Dahanu, waar hij sindsdien woonde en werkte. Op een gegeven moment is hij weer begonnen met praten.
Tot in de jaren zeventig werd de Warli-schilderkunst uitsluitend gebruikt als religieus kunsttype. Warli is een schilderkunst die tot de primitieve kunst wordt gerekend. Mashe wist hier een verandering in te brengen door deze schilderstijl te hanteren zonder er echter een religieus ritueel aan te verbinden.
Hij viel hierdoor op, eerst in eigen land inclusief bij bekende politici als Jawaharlal Nehru en Indira Gandhi, en later internationaal met bijvoorbeeld zijn deelname aan de expositie Les Magiciens de la terre in het Centre Georges Pompidou in Parijs in 1989. Hij werd daarmee een voorloper in de niet-religieuze Warli-kunst die navolging kreeg van andere schilders. Ook bijvoorbeeld zijn beide zoons, Sadashiv en Balu volgden in zijn voetspoor.

## Erkenning
- 1976: Nationale prijs voor primitieve kunst
- 2002: Shilp Guru
- 2009: Prins Claus Prijs
- 2011: Padma Shri